# Kleienmühle
Kleienmühle ist ein Gemeindeteil der Kreisstadt Kronach im Landkreis Kronach (Oberfranken, Bayern).

## Geographie
Die Einöde liegt am rechten Ufer der Haßlach, die unmittelbar südlich als rechter Zufluss in die Rodach mündet. Die beiden Anwesen liegen nördlich der Bundesstraße 173 und östlich der Bundesstraße 85.

## Geschichte
Gegen Ende des 18. Jahrhunderts wurde die Kleienmühle als Mahl- und Schneidmühle betrieben. Sie gehörte zur Stadt Kronach. Das Hochgericht übte das bambergische Centamt Kronach aus, Grundherr des Anwesens war das Kastenamt Kronach.
Mit dem Gemeindeedikt wurde Kleienmühle dem 1808 gebildeten Steuerdistrikt und der im gleichen Jahr gebildeten Munizipalgemeinde Kronach zugewiesen.

### Einwohnerentwicklung
| Jahr      | 001818 | 001861 | 001871 | 001885 | 001900 | 001925 | 001950 | 001961 | 001970 | 001987 |
| Einwohner |        | 6      | *      | *      | 7      | 2      | 4      | 10     | 9      | 6      |
| Häuser    | 1      |        |        | *      | 1      | 1      | 1      | 1      |        | 2      |
| Quelle    | [ 5 ]  | [ 7 ]  | [ 8 ]  | [ 9 ]  | [ 10 ] | [ 11 ] | [ 12 ] | [ 13 ] | [ 14 ] | [ 1 ]  |

## Religion
Der Ort ist römisch-katholisch geprägt und nach St. Johannes der Täufer (Kronach) gepfarrt.